# Зигфрид фон Щайн
Зигфрид фон Щайн/Зигфрид фон Рейнграф (на немски: Siegfried vom Stein; Siegfried von Rheingraf; * между 1188 и 1197; † 19 март 1246) е епископ на Регенсбург (1227 – 1246).

## Биография
Той е син на Рейнграф Волфрам фон Щайн († 1220), кръстоносец в Трети кръстоносен поход (1189 – 1191), и съпругата му Гуда фон Боланден († 1219), дъщеря на Филип II фон Боланден († сл. 1187) и Хилдегард фон Хагенхаузен, дъщеря на Герхард I фон Хагенхаузен († сл. 1178). Внук е на Зигфрид фом Щайн, фогт на „Св. Петер“ в Кройцнах († сл. 1173), министър на архиепископ Кристиан фон Майнц, и съпругата му Лукардис фон Рейнграф († 1194), дъщеря на Рейнграф Ембрихо I († сл. 1155). Брат е на Рейнграф Ембрихо III фон Щайн († сл. 1241), Волфрам фон Рейнграф, каноник, провост в „Св. Петер“ в Кройцнах († сл. 1213), и на Вернер I фон Рейнграф († сл. 1233).
Резиденцията на графовете на Щайн е замък „Рейнграфенщайн-Щайн“ на река Нае в град Кройцнах.
Зигфрид е кантор в Майнц и е избран за епископ на Регенсбург след Конрад IV фон Фронтенхаузен чрез папа Григорий IX. Той е верен привърженик на император Фридрих II, който го номинира през 1230 г. за имперски канцлер. Той прави задължения и загубва службата си като канцлер. Фридрих II засилва правата на Регенсбург, което е равно на имперски град.
През 1240 г. с помощта на Зигфрид се основава манастир Пиленхофен.